# Позолоченный век (роман)
«Позоло́ченный век» — сатирический роман, написанный в соавторстве Марком Твеном и Чарльзом Дадли Уорнером (большая часть глав написана либо одним, либо другим автором, однако заключительные главы написаны двумя писателями совместно). Название романа представляет собой ироническое переосмысление традиционного образа золотого века и было взято авторами из шекспировской хроники «Король Иоанн» (реплика Солсбери): «Позолотить червонец золотой иль навести на лилию белила <…> напрасный труд, излишество пустое» (англ. To gild refined gold, to paint the lily… is wasteful and ridiculous excess.).

## Персонажи
- Полковник Селлерс
- Сквайр Хокинс
- Вашингтон Хокинс
- Клай Хокинс
- Руфь Боултон
- Филип Стерлинг
- Гарри Брайерли

## Русский перевод
Первый перевод романа Твена и Уорнера был опубликован в 1874 году в журнале «Отечественные записки» (№ 5-10; название было переведено как «Мишурный век»). В своей статье о Твене «Нестареющая сатира» (1961) Самуил Маршак упоминает, что роман печатался «в салтыковских „Отечественных записках“ наряду с едкими „Благонамеренными речами“ самого Салтыкова-Щедрина».
На русском языке роман Твена и Уорнера опубликован в 1959 году в 3-м томе собрания сочинений Твена в 12 томах. При этом первая книга была переведена Львом Хвостенко, вторая — Норой Галь.